# Locatie
In de geografie is de locatie een positie of punt, lijn of vlak (of gebied) in de ruimte, uitgedrukt in relatie tot iets anders. Een absolute locatie kan vaak worden gedefinieerd met behulp van cartesiaanse coördinaten, zoals gebruikmaking van specifieke breedtegraad en lengtegraad. Op Aarde kunnen de geografische coördinaten worden gebruikt om de locatie van een positie te specificeren.
Een locatie kan behalve absoluut – de exacte locatie van iets of iemand – ook relatief zijn, de positie van iemand ten opzichte van iets anders.